# Albert Akst
Albert Akst (* 31. August 1899 in Atlantic City, New Jersey; † 19. April 1958 in Los Angeles, Kalifornien) war ein US-amerikanischer Musiker und Filmeditor.

## Leben
Akst war als Saxophonist tätig und wirkte bis 1930 als Varieté-Musiker. Danach wandte er sich dem Bereich Filmschnitt zu und war in den Jahren 1932 bis 1958 an 58 Produktionen als Editor beteiligt. Bei mehreren Filmen arbeitete er mit dem Regisseur Vincente Minnelli zusammen.
1957 war er für den Film Die Hölle ist in mir (Somebody Up There Likes Me) in der Kategorie Bester Schnitt für den Oscar nominiert.
Akst ist auf dem Hollywood Forever Cemetery begraben.

## Filmografie (Auswahl)
- 1935: Der Rabe (The Raven)
- 1939: Drunk Driving
- 1941: Forbidden Passage
- 1941: Der Tote lebt (Johnny Eager)
- 1943: Heavenly Music
- 1943: Girl Crazy
- 1944: Meet Me in St. Louis
- 1945: Broadway Melodie 1950 (Ziegfeld Follies)
- 1945: What Next, Corporal Hargrove?
- 1946: The Harvey Girls
- 1946: Bis die Wolken vorüberzieh’n (Till the Clouds Roll By)
- 1947: Good News
- 1948: Osterspaziergang (Easter Parade)
- 1949: Die Tänzer vom Broadway (The Barkleys of Broadway)
- 1949: Zum Zerreißen gespannt (Tension)
- 1950: Summer Stock
- 1950: Der Unglücksrabe (The Yellow Cab Man)
- 1951: Königliche Hochzeit (Royal Wedding)
- 1951: Tödliches Pflaster Sunset Strip (The Strip)
- 1952: Mein Herz singt nur für Dich (Because You’re Mine)
- 1952: Die Schönste von New York (The Belle of New York)
- 1953: Herzen im Fieber (Torch Song)
- 1953: Small Town Girl
- 1953: Vorhang auf! (The Band Wagon)
- 1954: Brigadoon
- 1955: Das Komplott (Trial)
- 1955: Das Schloß im Schatten (Moonfleet)
- 1956: Die Hölle ist in mir (Somebody Up There Likes Me)
- 1956: Viva Las Vegas (Meet Me in Las Vegas)